# Eddy Antoine
Eduard "Eddy" Antoine (1949. szeptember 12. – ) haiti válogatott labdarúgó.

## Pályafutása

### Klubcsapatban
1973 és 1975 között az RC Haïtien csapatában játszott. 1975-ben az Amerikai labdarúgó-bajnokságban (American Soccer League, ASL) szereplő New Jersey Americans, 1978-ban pedig az Észak-amerikai labdarúgó-bajnokságban (NASL) szereplő Chicago Sting játékosa volt, ahol 6 mérkőzésen lépett pályára és 1 gólt szerzett. 

### A válogatottban
A haiti válogatott tagjaként részt vett az 1974-es világbajnokságon, ahol pályára lépett az Argentína, és a Lengyelország elleni csoportmérkőzésen.
Tagja volt az 1973-as CONCACAF-bajnokságon győztes csapat keretének is, ahol Trinidad és Tobago ellen csereként, míg Honduras, Guatemala, és Mexikó ellen kezdőként kapott szerepet.

## Sikerei, díjai
Haiti
- CONCACAF-bajnokság győztes (1): 1973